# Chayenne da Silva
Chayenne da Silva, född 5 februari 2000, är en friidrottare från Brasilien. Hon deltog vid olympiska sommarspelen 2020.